# Sinebrychoff
Sinebrychoff (origine russe : Синебрюхов, Sinebriuhov), est une famille finlandaise d'origine russe qui a fondé la brasserie Sinebrychoff. 

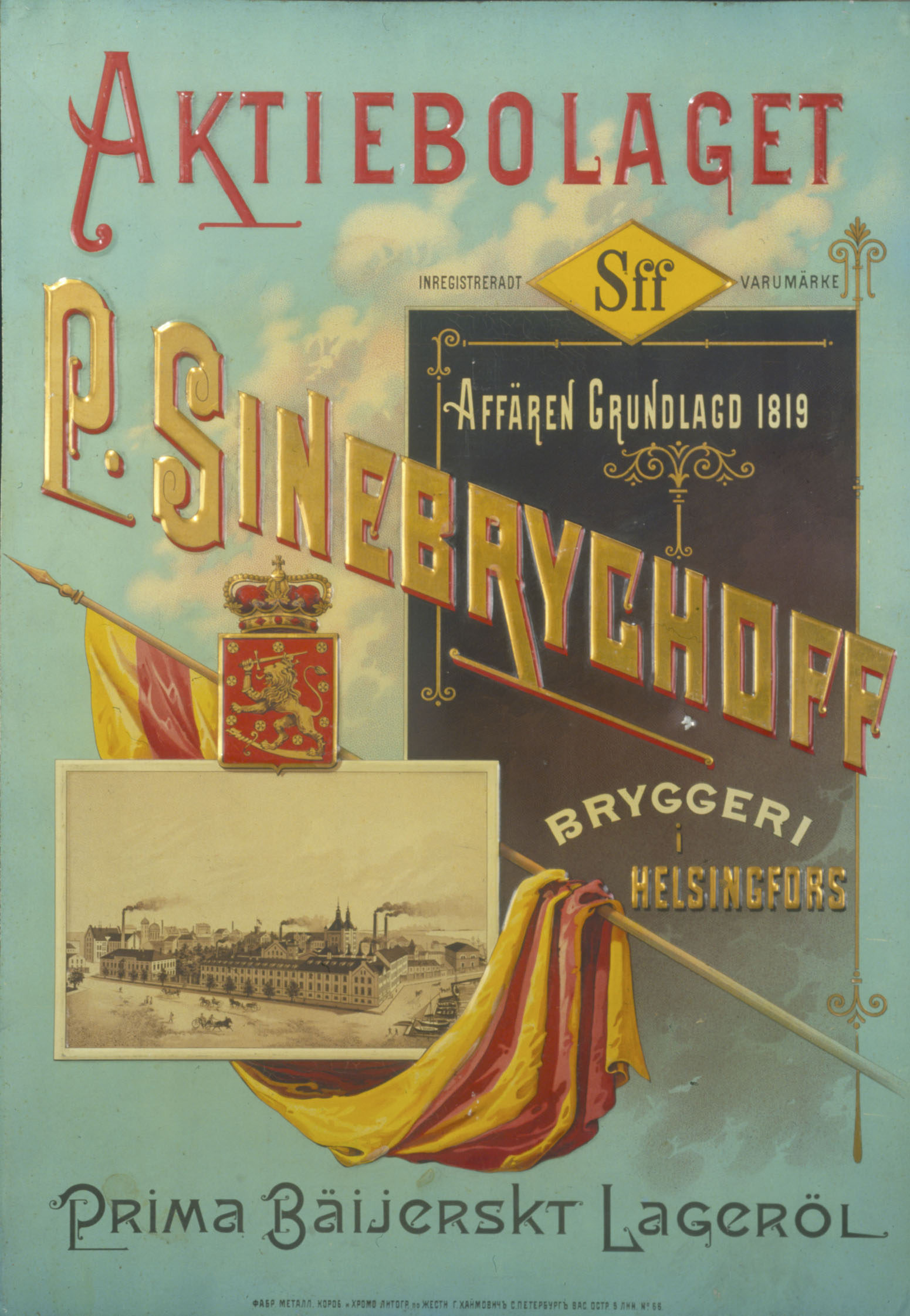
Ancienne affiche Sinebrychoff.

## Histoire généalogique

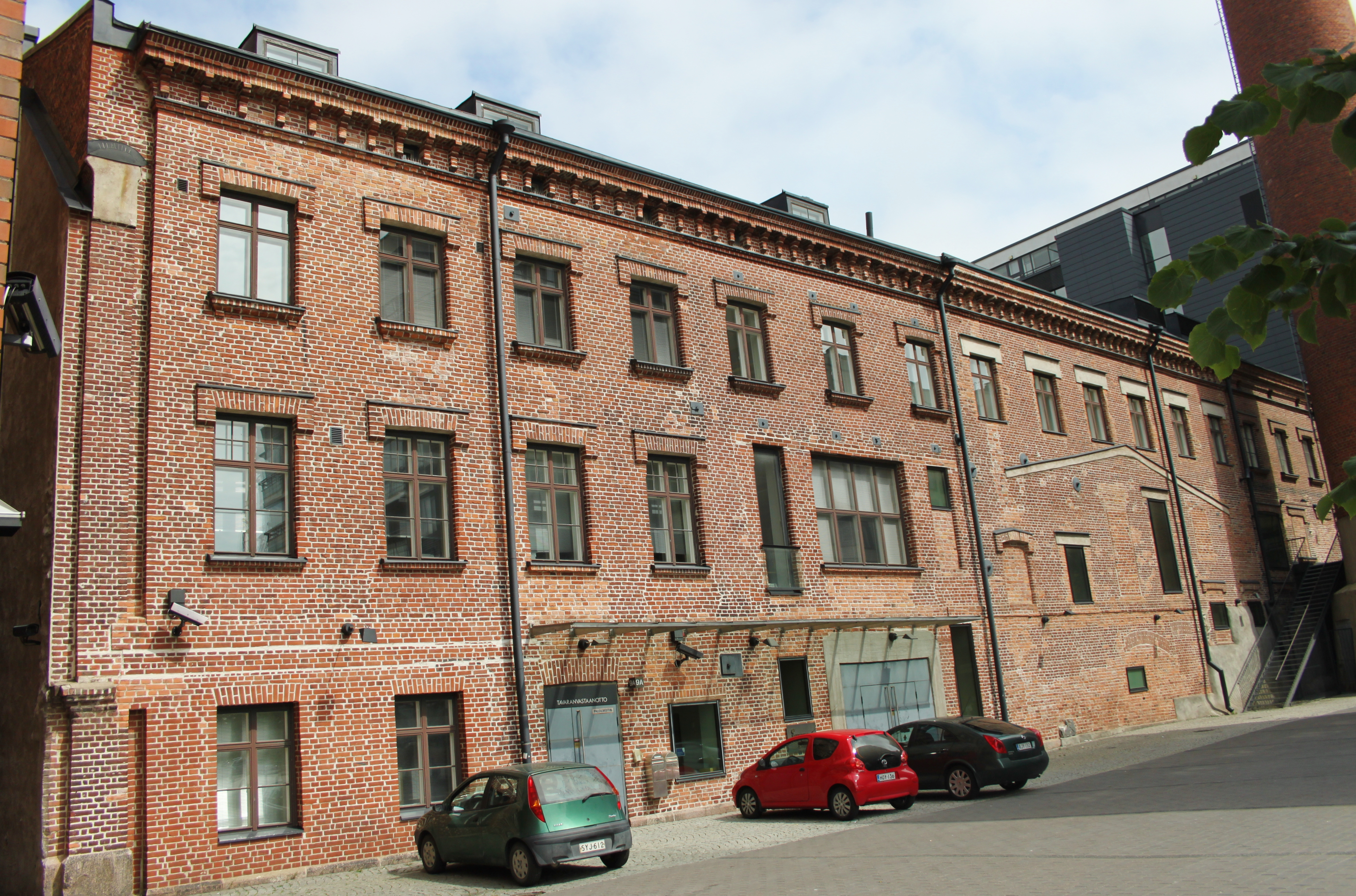
Ancienne Brasserie Sinebrychoff (1832), Hietalahdenranta 9a.

La famille Sinebrychoff vient de la ville de Gavrilova sloboda au nord de Moscou dans l'Empire russe. 
Le premier Peter Sinebrychoff s'installe à la fin du XVIIIe siècle dans la forteresse de Ruotsinsalmi dans le comté de Kymi et y tient le magasin Piotr. Peter meurt en 1805. Peter Sinebrychoff aura cinq garçons. L'ainé Nikolai né en 1786 et le plus jeune Paul né en 1799 resteront en Finlande.
Nikolai Sinebrychoff débute en ouvrant une boutique et pendant la Guerre de Finlande de 1808–1809 il ravitaille les soldats russes. Nikolai s'installe dans la forteresse de Suomenlinna en 1817 où il tient un magasin commercial. En 1819 il a déjà obtenu une licence pour 10 ans l'autorisant à brasser et vendre de la bière. En 1822 il installe sa brasserie à Hietalahti et commence à bouillir et vendre des boissons spiritueuses. Nikolai meurt en 1848 sans épouse ni descendance et son frère Paul reprend les activités. 
Paul Sinebrychoff multiplie le chiffre d'affaires en développant l'activité et le réseau de vente, en achetant des actions et en construisant des propriétés immobilières conçues par Theodor Höijer. Dans les années 1870 Paul Sinebrychoff est l'entrepreneur le plus riche et la personne la plus imposée d'Helsinki. En 1850 Paul se marie avec Anna la fille de Johanna Tichanoff. Ils auront 4 enfants, Maria née en 1852, Anna en 1854, Nicolas en 1856 et  Paul en 1859. 
À la fin des années 1870 la santé de Paul Sinebrychoff commence à décliner et la direction de la société passe à Nicolas Sinebrychoff. Il était temps pour Paul junior de se fixer et il demande en mariage Fanny Grahn, qui était actrice au Théâtre suédois. Fanny Grahn a du mal à choisir entre sa passion pour le théâtre et le mariage et elle commence par refuser le mariage. La santé de Paul sénior déclinant le souhait d'organiser le mariage avec la bénédiction de celui-ci décide Fanny et el mariage a lieu en 1883. Leur voyage de noces autour de l’Europe développe leur goût pour l'art.
En 1886, Paul Sinebrychoff le jeune prend la direction de la société  avec sa mère Anna et avec Emil Kjöllerfeldt le mari de sa sœur Anna. En 1904 après la mort de Anna et d'Emil, Paul est le seul dirigeant de la société. Au décès de la mère de Paul les Sinebrychoff déménagent de la rue Hietalahdenkatu à Bulevardi dans une habitation construite par Nicolas dans les années 1840 sur Bulevardi près de la Brasserie. La maison abrite de nos jours le Musée Sinebrychoff.

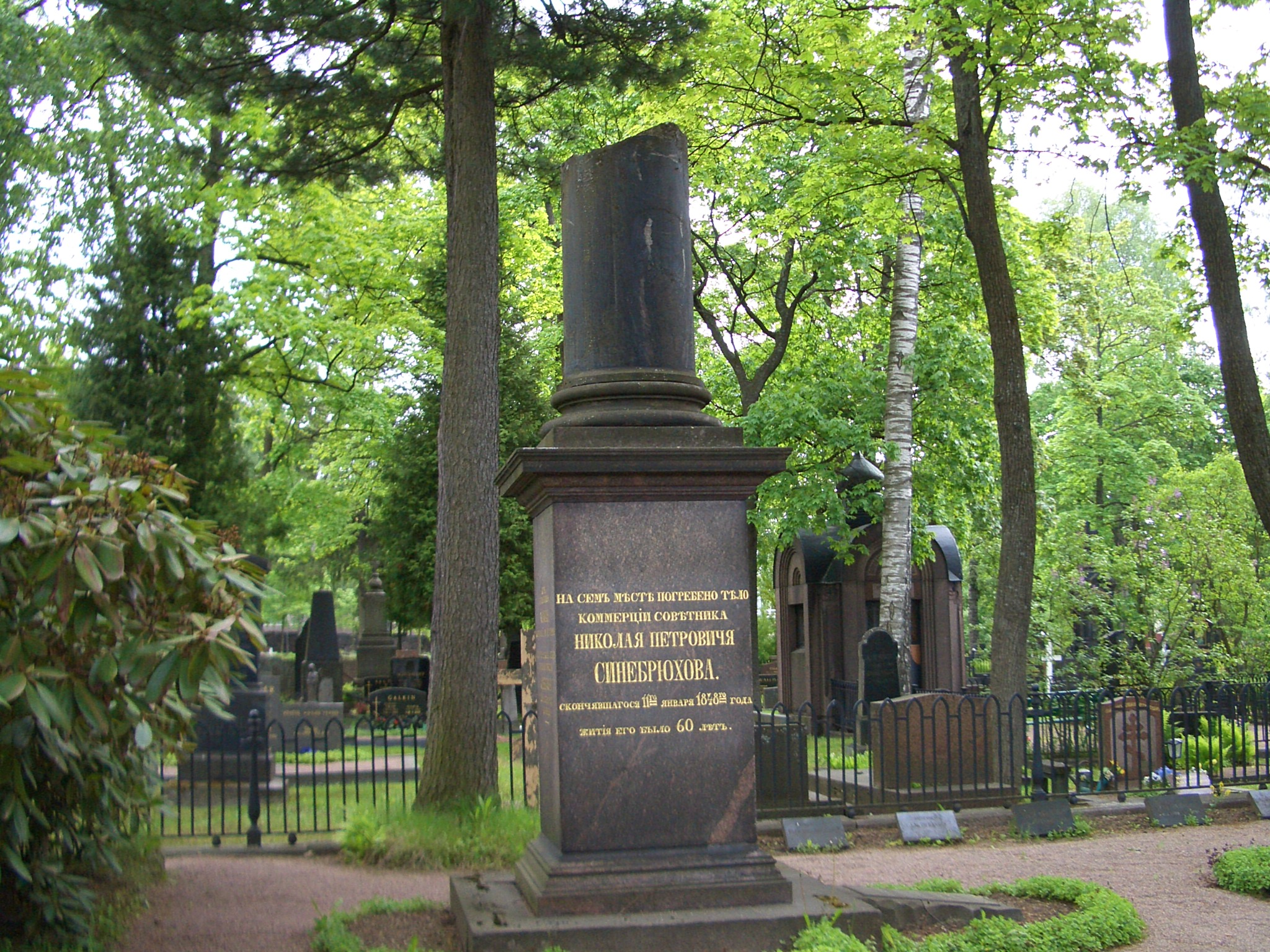
Tombe de Nikolai Sinebrychoff au cimetière orthodoxe d'Helsinki.

## La société Sinebrychoff

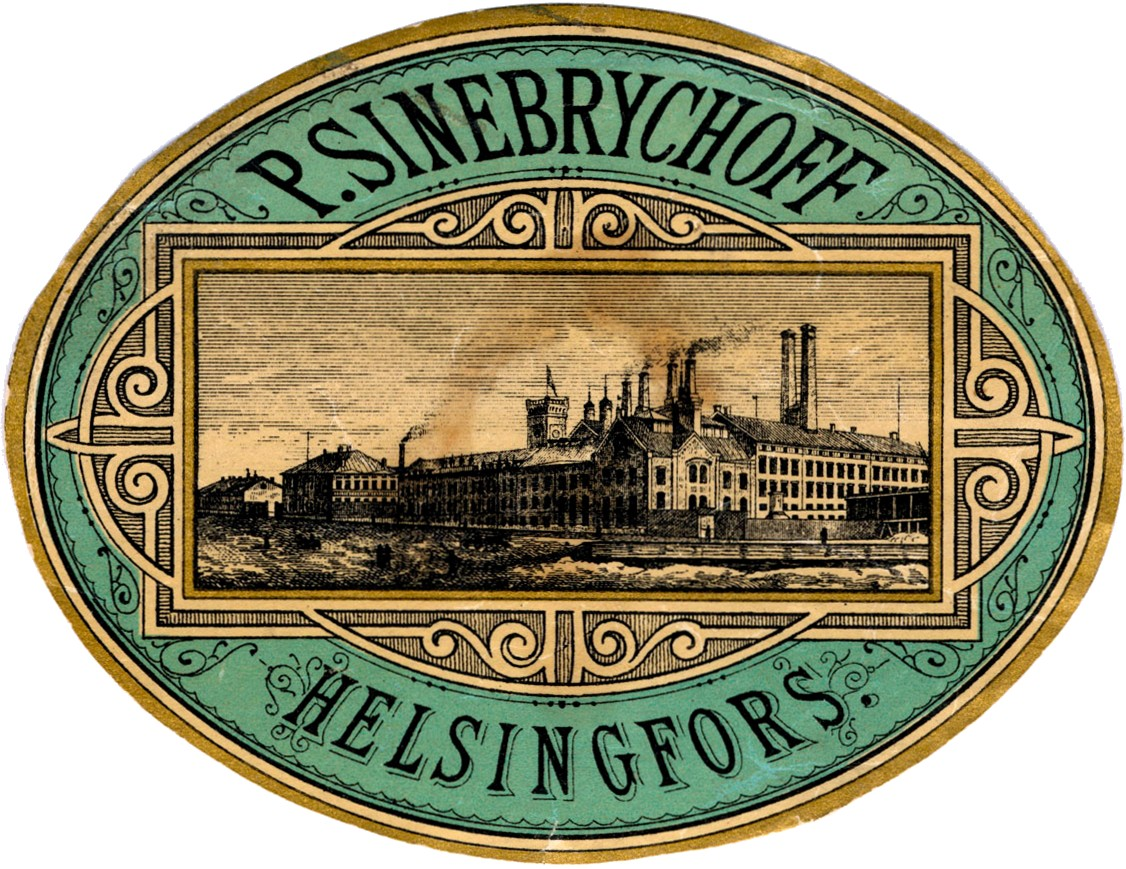
Bière Koff.

La brasserie construite à la fin de années 1820 à Hietalahti produit de la bière jusqu'en 1993. En 1993 la société Oy Sinebrychoff Ab déménage à Kerava.
De nos jours la Société Sinebrychoff appartient au groupe Carlsberg et elle contrôle 48 % du marché des boissons en Finlande. Les produits Sinebrychoff les plus connus sont la bière lager Koff, la Porter et la Karhu. Sinebrychoff possède les droits de production de Coca-Cola, Fanta, Sprite, Bonaqua, Powerade, Schweppes et Dr Pepper. Sinebrychoff a aussi des produits propres comme Muumi, Smurffi, Battery Energy Drink et Hyvää Päivää.